# Mount Beatty
Mount Beatty är ett berg i Kanada.   Det ligger i provinsen Alberta, i den centrala delen av landet, 3 000 km väster om huvudstaden Ottawa. Toppen på Mount Beatty är 3 004 meter över havet, eller 673 meter över den omgivande terrängen. Bredden vid basen är 6,7 km. Mount Beatty ingår i Spray Mountains.
Terrängen runt Mount Beatty är bergig åt sydväst, men åt nordost är den kuperad.Trakten runt Mount Beatty är nära nog obefolkad, med mindre än två invånare per kvadratkilometer.. Det finns inga samhällen i närheten. 
Trakten runt Mount Beatty består i huvudsak av gräsmarker.